# Handaoia bellicornis
Handaoia bellicornis är en stekelart som först beskrevs av Thomson 1888.  Handaoia bellicornis ingår i släktet Handaoia och familjen brokparasitsteklar. Arten är reproducerande i Sverige. Inga underarter finns listade i Catalogue of Life.